# Colura cylindrica
Colura cylindrica är en bladmossart som beskrevs av Theodor Carl Karl Julius Herzog. Colura cylindrica ingår i släktet Colura och familjen Lejeuneaceae. Inga underarter finns listade i Catalogue of Life.